# Forgès
Forgès ist eine französische Gemeinde mit 258 Einwohnern (Stand 1. Januar 2022) im Département Corrèze in der Region Nouvelle-Aquitaine. Die Einwohner nennen sich  Forgésiens(iennes).

## Geografie
Die Gemeinde liegt im Zentralmassiv und ist von ausgedehnten Wäldern umgeben. Die Präfektur des Départements Tulle befindet sich gut 14 Kilometer nordwestlich und Argentat zehn Kilometer südöstlich.
Die Nachbargemeinden von Forgès sind Saint-Sylvain im Norden, Saint-Bonnet-Elvert im Osten, Saint-Chamant im Südosten, Albussac im Südwesten, Lagarde-Marc-la-Tour im Westen und Marc-la-Tour im Nordwesten.

## Wappen
Beschreibung: In Grün und Rot gespalten, vorn drei silberne Balken und hinten ein durchgehendes grünes Kreuz mit silberner Randung.

## Einwohnerentwicklung
| Jahr      | 1962 | 1968 | 1975 | 1982 | 1990 | 1999 | 2007 | 2016 |
| Einwohner | 403  | 461  | 375  | 356  | 344  | 319  | 316  | 303  |

## Sehenswürdigkeiten
- Wasserfälle von Murel (Cascades de Murel), drei aufeinanderfolgende Wasserfälle der Franche Valeine, die über die Souvigne in die Dordogne mündet

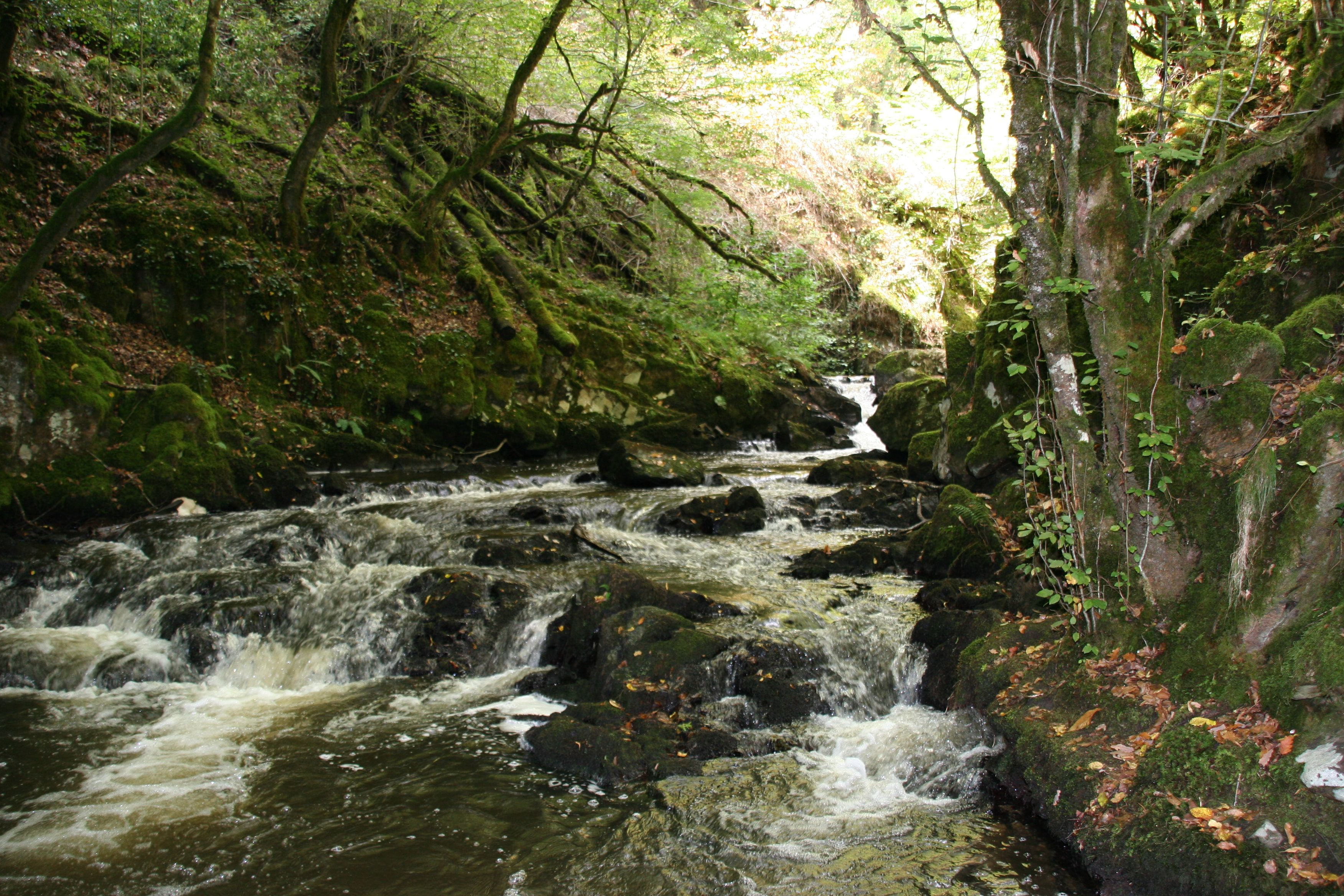
Die Franche Valeine bei Forgès
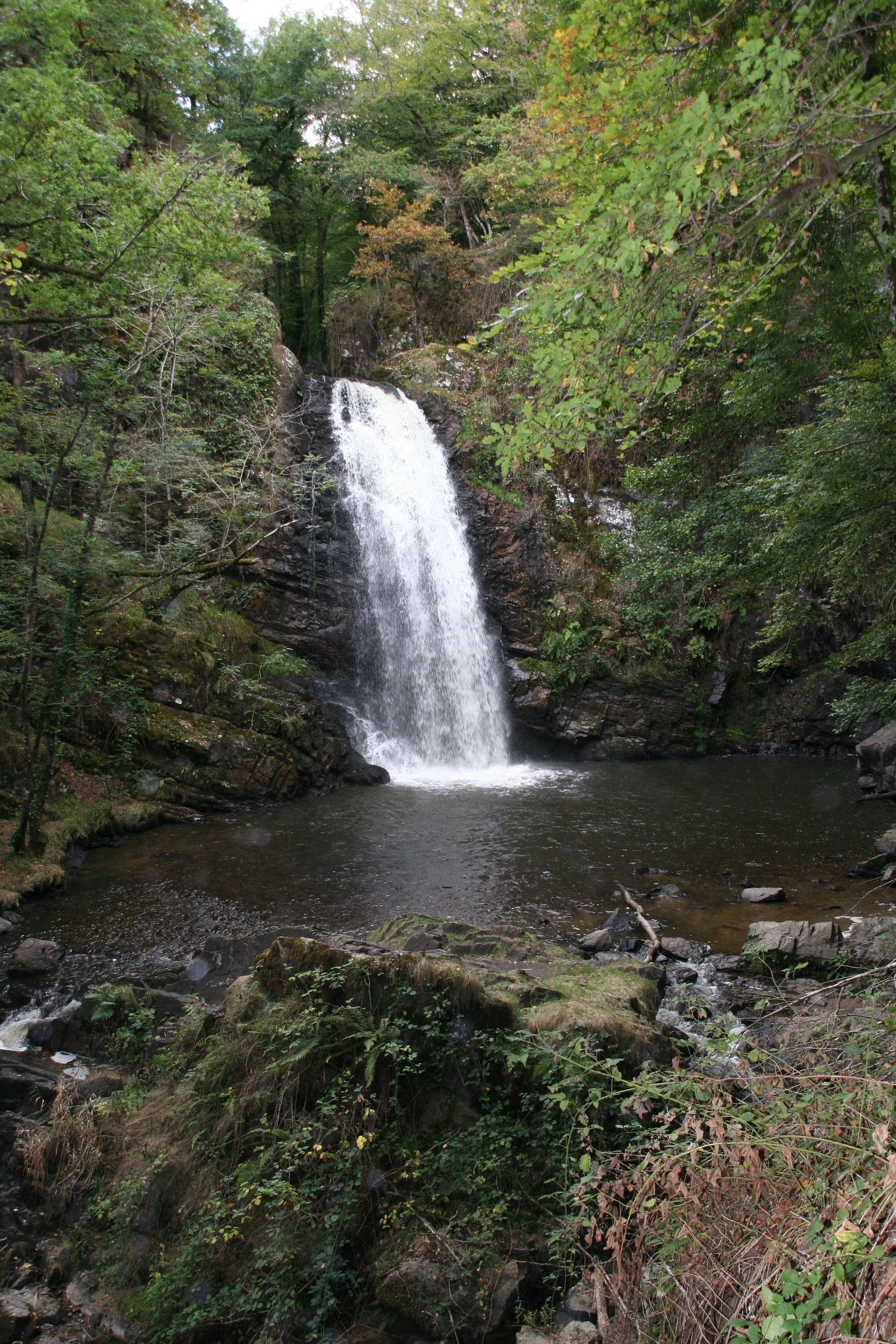
Die Kaskaden von Murel: 1. Fall
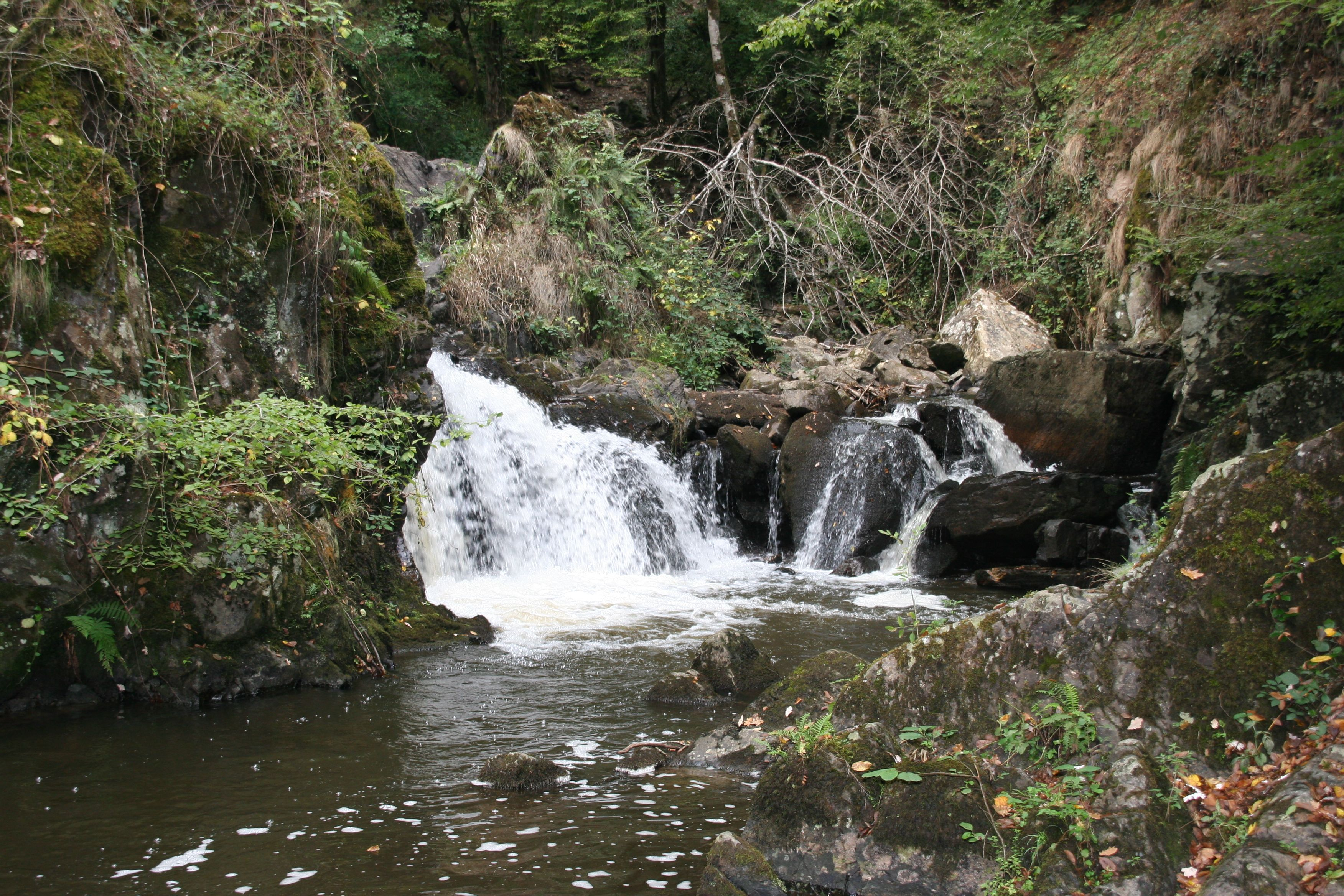
Die Kaskaden von Murel: 2. Fall
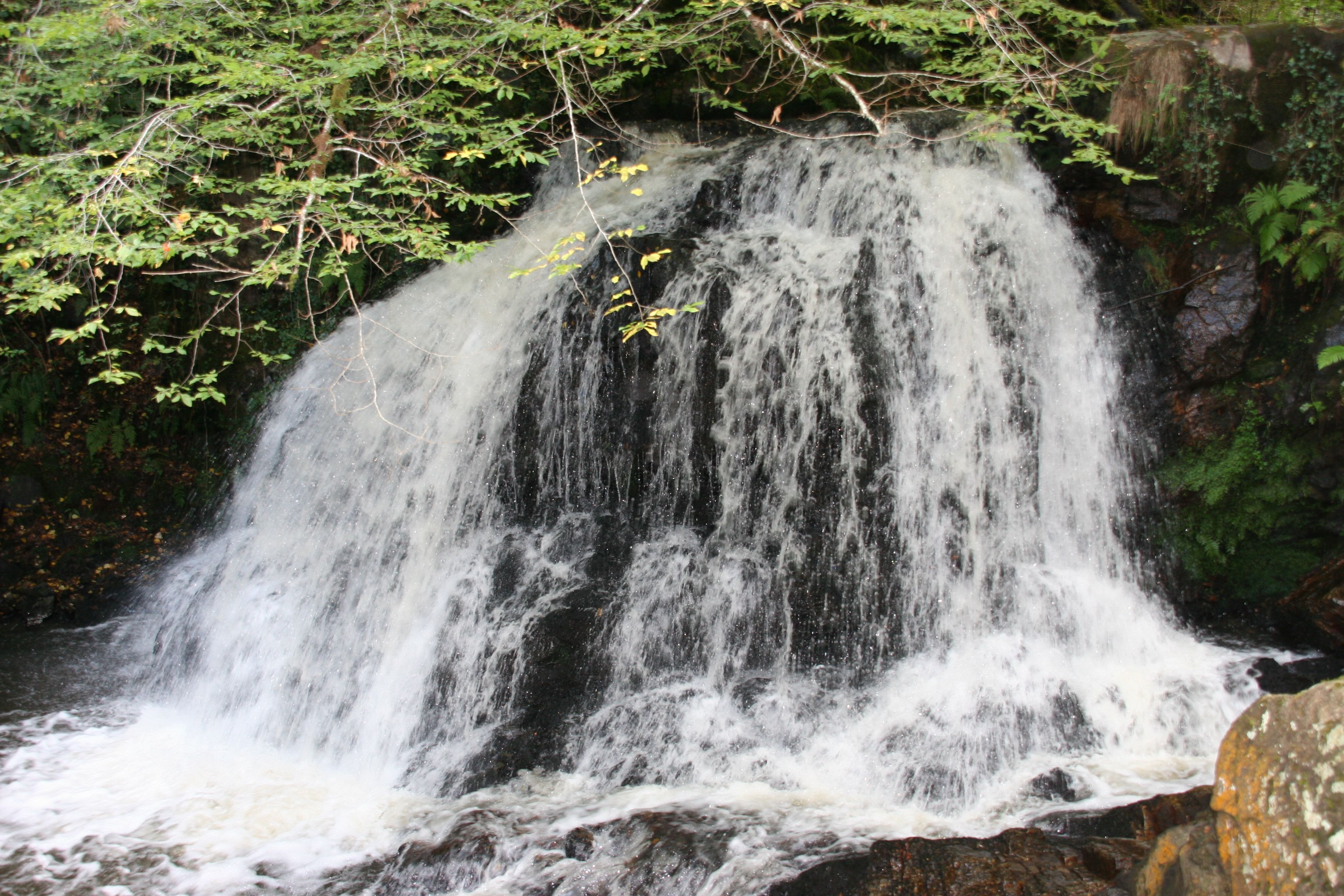
Die Kaskaden von Murel: 3. Fall